# Meitantei Conan - Kara kurenai no love letter
Meitantei Conan - Kara kurenai no love letter (名探偵コナン から紅の恋歌（ラブレター）?, Meitantei Konan: Kara Kurenai no Raburetā, lett. "Detective Conan - La lettera d'amore scarlatto"), conosciuto anche con il titolo internazionale  Detective Conan: The Crimson Love Letter, è un film d'animazione del 2017 diretto da Kōbun Shizuno.
Si tratta del ventunesimo film dedicato alla serie anime Detective Conan, nonché il ventiduesimo contando anche il crossover Lupin Terzo vs Detective Conan, uscito in Giappone il 15 aprile 2017.
La produzione ha preso spunto dalla serie manga e anime Chihayafuru. È dedicato a Kazunari Furuuchi, lo sceneggiatore di Detective Conan, morto di un cancro pancreatico il 18 luglio 2016.

## Trama
Un giorno di autunno, alla Nichiuri TV di Osaka, Conan e gli altri incontrano Momiji Ooka, una misteriosa e bella ragazza che dice di essere la promessa sposa di Heiji, dichiaratosi quando era piccolo, e la campionessa liceale di Ogura Hyakunin Isshu.
Esplode una bomba e Heiji e Kazuha si salvano per un pelo grazie a Conan. Intanto, in una casa giapponese di Arashiyama, nella periferia di Kyoto, viene trovato assassinato il campione della Coppa Satsuki, che stava guardando un precedente match di Momiji, con diverse carte karuta sparse intorno.
Kazuha deve affrontare la sua rivale in amore nella gara alla finale della Coppa Satsuki, così inizia ad allenarsi con la madre di Heiji, esperta giocatrice di karuta. Più tardi, Ran scopre che una volta Heiji fece una promessa per prendere Momiji come sua sposa.
Conan ed Heiji, insieme ai dipartimenti di polizia di Osaka e Kyoto, iniziano le loro indagini sulla Coppa Satsuki e sul relativo caso di omicidio. Mentre l'indagine continua, scoprono un segreto connesso con Hyakunin Isshu, ovvero che le carte che erano state lasciate sulla scena del crimine e inviate via e-mail alle vittime erano tutte quelle preferite da un giocatore scomparso cinque anni prima, e che avevano tutte "Momiji" nelle loro poesie.

## Colonna sonora
La sigla finale è Togetsukyō ~Kimi omou~ (渡月橋 ～君 想ふ～? lett. "Ponte di Togetsu ~Penso a te~"), di Mai Kuraki, utilizzata anche come sigla di chiusura per gli episodi da 876 a 886.

## Distribuzione

### Edizione home video
In Giappone il film è uscito in DVD e Blu-ray il 4 ottobre 2017.

## Accoglienza

### Incassi
Il film ha incassato 6,35 miliardi di yen.